# Bontempi (Musikinstrumente)

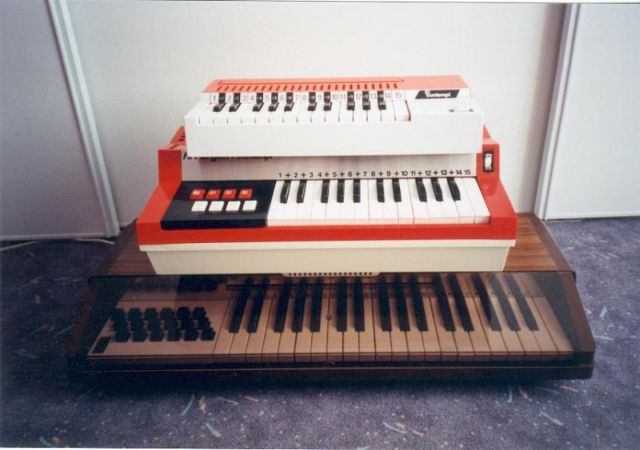
Instrumente

Bontempi ist ein 1932 gegründeter italienischer Hersteller von Keyboards und digitalen Pianos. Der Sitz des Unternehmens befindet sich in Potenza Picena, Provinz Macerata, Niederlassungen befinden sich in Starnberg und Bolligen.
In den 1970er und Anfang der 1980er Jahre war Bontempi einer der führenden Anbieter niedrigpreisiger Heimorgeln und Keyboards. Durch den Boom der Marken Yamaha und Casio wurde das Unternehmen allerdings nach und nach vom Markt verdrängt. Heute stellt Bontempi Keyboards nur noch in geringer Stückzahl her, wodurch viele Exemplare einen Sammlerwert erhalten haben.
Bontempi übernahm 1987 bzw. 1988 die italienischen Instrumentenhersteller Farfisa und Paolo Soprani. 1989 hatte das Unternehmen 1500 Mitarbeiter.
Der Produktschwerpunkt liegt seit Jahren auf Kinderinstrumenten. 